# George Curzon, Hầu tước Curzon thứ 1 xứ Kedleston
George Nathaniel Curzon, Hầu tước Curzon thứ nhất của Kedleston  (11 tháng 1 năm 1859 - 20 tháng 3 năm 1925), được phong là Lãnh chúa Curzon của Kedleston giữa năm 1898 và 1911, và là Bá tước Curzon của Kedleston từ năm 1911 đến 1921, là một chính khách Bảo thủ người Anh, từng giữ chức Phó vương Ấn Độ từ năm 1899 đến năm 1905. Trong thời gian làm Phó vương, Lãnh chúa Curzon đã thiết lập lãnh thổ Đông Bengal và Assam như là một phân khu hành chính (tỉnh) của Ấn Độ thuộc Anh, với thủ phủ là Dacca. Ông cũng trở thành bạn chiến đấu của Lãnh chúa Kitchner. Trong Đệ nhất Thế chiến, ông giữ vai trò là Lãnh đạo của Viện Quý tộc (từ tháng 12/1916), cũng như Ủy ban Chính sách Chiến tranh trong Nội các chiến tranh của Thủ tướng David Lloyd George. Ông từng giữ chức Bộ trưởng Ngoại giao tại Văn phòng Đối ngoại và Thịnh vượng chung từ năm 1919 đến năm 1924.
Bất chấp những thành công trước đó của ông trong vai trò là Phó vương Ấn Độ và ngoại trưởng, năm 1923, Curzon vẫn không thể trúng cử vị trí Thủ tướng Anh. Bonar Law và các nhà lãnh đạo của Đảng Bảo thủ (Anh) khác thích Stanley Baldwin trở thành thủ tướng hơn là Curzon. Những nhận định này đã được vua George V khẳng định sau đó. David Gilmour, Nam tước thứ 4, trong cuốn tiểu sử Curzon: Imperial Statesman (1994), cho rằng Curzon xứng đáng với vị trí đứng đầu Nội các chính phủ Anh.

### Tác phẩm của George Nathaniel Curzon
- Curzon, Russia in Central Asia in 1889 and the Anglo-Russian Question (1889) Frank Cass & Co. Ltd., London (reprinted Cass, 1967), Adamant Media Corporation; ISBN 978-1-4021-7543-5 (ngày 27 tháng 2 năm 2001) Reprint (Paperback) Details
- Curzon, Persia and the Persian Question (1892) Longmans, Green, and Co., London and New York.; facsimile reprint:
  - Volume 1 (Paperback) by George Nathaniel Curzon, Adamant Media Corporation; ISBN 978-1-4021-6179-7 (ngày 22 tháng 10 năm 2001) Abstract
  - Volume 2 (Paperback) by George Nathaniel Curzon, Adamant Media Corporation; ISBN 978-1-4021-6178-0 (ngày 22 tháng 10 năm 2001) Abstract
- Curzon, On the Indian Frontier, Edited with an introduction by Dhara Anjaria; (Oxford U.P. 2011) 350 pages ISBN 978-0-19-906357-4
- Curzon, Problems of the Far East (1894; new ed., 1896) George Nathaniel Curzon Problems of the Far East. Japan -Korea – China, reprint; ISBN 1-4021-8480-8, ISBN 978-1-4021-8480-2 (ngày 25 tháng 12 năm 2000) Adamant Media Corporation (Paperback)Abstract
- Curzon, The Pamirs and the Source of the Oxus, 1897, The Royal Geographical Society. Geographical Journal 8 (1896): 97–119, 239–63. A thorough study of the region's history and people and of the British–Russian conflict of interest in Turkestan based on Curzon's travels there in 1894. Reprint (paperback): Adamant Media Corporation, ISBN 978-1-4021-5983-1 (ngày 22 tháng 4 năm 2002) Abstract. Unabridged reprint (2005): Elbiron Classics, Adamant Media Corporation; ISBN 1-4021-5983-8 (pbk); ISBN 1-4021-3090-2 (hardcover).
- Curzon, The Romanes Lecture 1907, FRONTIERS by the Right Hon Lord Curzon of Kedleston G.C.S.I., G.C.I.E., PC, D.C.L., LL.D., F.R.S., All Souls College, Chancellor of the University, Delivered in the Sheldonian Theatre, Oxford, ngày 2 tháng 11 năm 1907 full text.
- Curzon, Tales of Travel. First published by Hodder & Stoughton 1923 (Century Classic Ser.) London, Century. 1989, Facsimile Reprint; ISBN 0-7126-2245-4; reprint with foreword by Lady Alexandra Metcalfe, Introduction by Peter King. A selection of Curzon's travel writing including essays on Egypt, Afghanistan, Persia, Iran, India, Iraq Waterfalls, etc. (includes the future viceroy's escapade into Afghanistan to meet the "Iron Emir", Abdu Rahman Khan, in 1894)
- Curzon, Bodiam Castle Sussex. A Historical & Descriptive Survey Jonathan Cape, London, (1926)[1]
- Curzon and H. Avray Tipping, 'Tattershall Castle, Lincolnshire: A Historical & Descriptive Survey by the Late Marquis Curzon of Kedleston, K.G. and H. Avray Tipping, 1929,  Jonathan Cape, London, (Finished by Henry Avray Tipping after Curzon's death)[2]
- Curzon, Travels with a Superior Person, London, Sidgwick & Jackson. 1985, Reprint; ISBN 978-0-283-99294-0, Hardcover, illustrated with 90 contemporary photographs most of them from Curzon's own collection (includes Greece in the Eighties, pp. 78–84; edited by Peter King; introduced by Elizabeth, Countess Longford)